# Округ Џеферсон (Алабама)
Округ Џеферсон (енгл. Jefferson County) је округ у америчкој савезној држави Алабама. По попису из 2010. године број становника је 658.466. Седиште округа је град Бермингхам.

## Демографија
Према попису становништва из 2010. у округу је живело 658.466 становника, што је 3.581 (0,5%) становника мање него 2000. године.
| Група             | 2000.           | 2010.           |
| Белци             | 379.707 (57,4%) | 340.213 (51,7%) |
| Афроамериканци    | 260.608 (39,4%) | 276.525 (42,0%) |
| Азијати           | 5.971 (0,9%)    | 9.158 (1,4%)    |
| Хиспаноамериканци | 10.284 (1,6%)   | 25.488 (3,9%)   |
| Укупно            | 662.047         | 658.466         |